# Svanatjärnen (Lits socken, Jämtland)
Svanatjärnen är en sjö i Östersunds kommun i Jämtland och ingår i Indalsälvens huvudavrinningsområde.